# Nazareth (band)
Nazareth er et skotsk rockband, som har indspillet adskillige hård rock hits, specielt i Storbritannien.
Love Hurts er således en typisk rock - ballade, som har inspireret mange andre bands senere. Nazareth havde sin storhedstid i 1970erne, men turnerer stadig i 2010.